# Zauditu
Zauditu (Ge'ez: ዘውዲቱ; Werreyimenu, 29 april 1876 - Addis Abeba, 2 april 1930) was keizerin van Ethiopië tussen 1916 en 1930. Ze was het eerste vrouwelijke staatshoofd van een erkende Afrikaanse staat en ze was waarschijnlijk het eerste vrouwelijke staatshoofd van Ethiopië sinds de Makeda.

## Biografie

### Jonge jaren
Ze werd gedoopt met de naam Askal Maryam en verkreeg de naam Zauditu als roepnaam. Ze was de oudste dochter van de latere keizer Menelik II. Haar moeder was een edelvrouwe uit de Ethiopische streek Wollo, maar toen Zauditu nog klein was scheidden haar ouders. Op tienjarige leeftijd werd ze uitgehuwelijkt aan Araya Selassie Yohannes en ging ze in Mekelle wonen. Nadat haar echtgenoot in 1888 overleed keerde ze terug naar haar vaders hof in Shewa.
Zauditu kreeg vervolgens nog twee huwelijken die allebei betrekkelijk kort duurden. In 1900 huwde ze met Gugsa Welle, die een neef was van Zauditu's stiefmoeder Taytu Betul. In tegenstelling tot haar eerdere huwelijken was haar huwelijk met Welle wel een gelukkig huwelijk. In de Slag bij Gallabat in de Mahdistenoorlog sneuvelde keizer Yohannes IV en werd hij opgevolgd door Zauditu's vader Menelik. In 1909 benoemde Menelik zijn kleinzoon Iyasu tot zijn erfgenaam. Iyasu verbande Zauditu en haar echtgenoot naar het platteland, omdat hij hen als een bedreiging voor zijn positie zag.
Vanwege de vrees tot instabiliteit werd de dood van Menelik II in 1913 niet publiekelijk gemaakt en was Iyasu nooit officieel keizer. Hij verkreeg nooit de volle steun van zowel de adel als de kerk. Na een paar jaar werd hij afgezet als keizer en werd Zauditu naar de hoofdstad gesommeerd om de kroon op zich te nemen.

### Regering

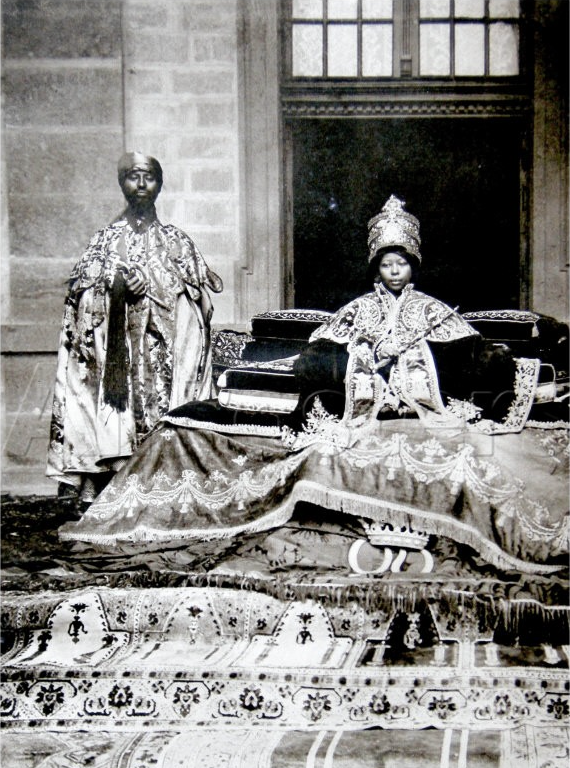
Keizerin Zauditu met een van haar favoriete priesters

Zauditu werd niet toegestaan om zelf de macht uit te oefenen en dus werd haar neef Ras Tafari Makonnen als regent aangesteld. Ras Tafari Makonnen werd tevens benoemd tot haar erfgenaam, aangezien geen van de kinderen van Zauditu de volwassen leeftijd had bereikt. Haar eerste regeringsjaren werden gekenmerkt door de oorlog tegen de afgezette Iyasu. In de slag bij Wekale werd Iyasu's vader, Mikael van Wollo, gevangen genomen. Hij werd vervolgens naar Addis Abeba gebracht waar hij in de straten werd vernederd voordat hij in het paleis de schoenen van Zauditu moest kussen en om vergeving moest vragen.
Naarmate de jaren van haar regering vorderden werd ook de tegenstelling tussen haar en haar opvolger Tafari Makonnen groter. Zauditu was conservatief ingesteld en wilde de Ethiopische tradities beschermen, terwijl Tafari vond dat Ethiopië moest moderniseren en zich open moest stellen om te overleven in de gemoderniseerde wereld. Langzamerhand trok Zauditu zich steeds meer terug uit het openbare politieke leven en onder de leiding van Tafari werd Ethiopië lid van de Volkenbond en werd de slavernij afgeschaft.

### Laatste jaren
Na een mislukte staatsgreep tegen Tafari in 1928 door een groep conservatieven rond Zauditu, werd ze gedwongen hem te benoemen tot negus (koning). Hij werd daarmee de feitelijke heerser van Ethiopië. In 1930 leidde Gugsa Welle, de echtgenoot van Zauditu, een opstand tegen de nieuwe koning, maar hij sneuvelde in de slag bij Anchem tegen het gemoderniseerde Ethiopische leger. Slechts twee dagen na zijn dood overleed ook Zauditu. Ze leed al enige tijd aan diabetes en zou ook buiktyfus hebben opgelopen, maar het is onzeker of dat haar doodsoorzaak was. Haar dood kort na die van haar man zorgde wel voor de nodige speculatie. Ze werd als keizer opgevolgd door Tafari Makonnen, die de naam Haile Selassie aannam.